# گولوبرادووو
گولوبرادووو (به بلغاری: Golobradovo) یک منطقهٔ مسکونی در بلغارستان است که در شهرستان استامبولوو واقع شده‌است.